# Dike Eddleman
Thomas Dwight "Dike" Eddleman (Centralia, Illinois; 27 de diciembre de 1922-Urbana, Illinois; 1 de agosto de 2001) fue un jugador de baloncesto, atleta y jugador de fútbol americano estadounidense, que está considerado como el mejor atleta de todos los tiempos de la Universidad de Illinois. Jugó durante 4 temporadas en la NBA, siendo All-Star en 2 ocasiones, 1951 y 1952, y participó en los Juegos Olímpicos de Londres de 1948 representando a su país en salto de altura. Medía 1,90 metros de altura, y en baloncesto jugaba en la posición de  escolta, mientras que en fútbol americano lo hacía de punter.

## Trayectoria deportiva

### Baloncesto

#### Universidad
Eddleman se matriculó en la Universidad de Illinois en 1942, no pudiendo competir en su primera temporada por las normas que entonces marcaba la NCAA. Tras sus egunda temporada, la competición se vio interrumpida por la Segunda Guerra Mundial. A su regreso a las pistas, en 1947, logró ser incluido en el mejor quinteto de la Big Ten Conference tras promediar casi 14 puntos por partido. Al año siguiente lideró al equipo hasta la consecución del título de conferencia, llegando en el Torneo de la NCAA hasta la Final Four. Fue elegido MVP de la Big Ten. Además, fue incluido en el primer quinteto All-American ese mismo año, y elegido en el mejor equipo de la década de los 40 de la conferencia.

#### Profesional
Fue elegido en el puesto 24 de la tercera ronda del Draft de la BAA de 1949 por Chicago Stags, pero acabó firmando su primer contrato profesional con los Tri-Cities Blackhawks. En su primera temporada fue uno de los tres máximos anotadores de su equipo, promediando 12,9 puntos por partido, rematando su gran temporada con los 16,3 que promedió en los playoffs.
La siguiente temporada, la 1950-51, sería la de su confirmación. Entre él y Frankie Brian conseguirían el 40% de los puntos de su equipo esa temporada (16,8 por partido Brian, 15,3 Eddelman). Ese año fue elegido para disputar el primer All-Star de la historia, en el cual acabaría consiguiendo 7 puntos y 3 asistencias.
Cuando ya había comenzado la temporada 1951-52, y ya con el equipo en Milwaukee bajo la denominación de Milwaukee Hawks, fue traspasado a Fort Wayne Pistons, manteniendo unos buenos promedios de 11,4 puntos y 4,1 rebotes por partido, que le permitieron disputar su segundo All-Star Game consecutivo. Al año siguiente, ya con 30 años, disputaría su última temporada como profesional con los Pistons. En su corta carrera en la NBA promedió 12,1 puntos, 4,5 rebotes y 2,1 asistencias por partido.

### Atletismo
En su trayectoria en la universidad, ganó 5 títulos individuales de la Big Ten, liderando a los Fighting Illini en su temporada júnior a ganar el título de conferencia, ganando él a nivel particular los títulos en pista cubierta y al aire libre. Al año siguiente ganó el título de la NCAA, lo que le llevó a disputar los Juegos Olímpicos de Londres de 1948.

### Fútbol americano
En fútbol americano jugaba habitualmente como punter, manteniendo en 2004 los récords de patada y retorno de patada de la universidad. Ganó la medalla de plata de la conferencia en 1949, tras liderar a la nación en punting. Fue también miembro del equipo que ganó en 1946 la Big Ten y del que derrotó en el Rose Bowl a UCLA por 45-14 en 1947. Sus dos últimas temporadas se las perdió por una lesión.

## Estadísticas de su carrera en la NBA

### Temporada regular
| Año      | Equipo     | PJ  | MPP  | TC%  | TL%  | RPP | APP | PPP  |
| -------- | ---------- | --- | ---- | ---- | ---- | --- | --- | ---- |
| 1949–50  | Tri-Cities | 64  | –    | .366 | .623 | –   | 2.2 | 12.9 |
| 1950–51  | Tri-Cities | 68  | –    | .355 | .699 | 6.0 | 2.5 | 15.3 |
| 1951–52  | Milwaukee  | 50  | 32.3 | .324 | .631 | 4.6 | 2.2 | 12.8 |
| 1951–52  | Fort Wayne | 16  | 18.0 | .381 | .462 | 2.3 | 1.4 | 6.5  |
| 1952–53  | Fort Wayne | 69  | 22.8 | .351 | .561 | 3.4 | 1.5 | 8.9  |
| Total    | Total      | 267 | 25.7 | .352 | .630 | 4.5 | 2.1 | 12.1 |
| All-Star | All-Star   | 2   | 26.0 | .250 | .600 | 1.0 | 2.5 | 4.5  |

### Playoffs
| Año   | Equipo     | PJ | MPP  | TC%  | TL%  | RPP | APP | PPP  |
| ----- | ---------- | -- | ---- | ---- | ---- | --- | --- | ---- |
| 1950  | Tri-Cities | 3  | –    | .378 | .600 | –   | 2.3 | 16.3 |
| 1952  | Fort Wayne | 2  | 18.5 | .375 | .571 | 3.5 | 2.0 | 8.0  |
| 1953  | Fort Wayne | 7  | 9.0  | .391 | .267 | 0.7 | 0.3 | 3.1  |
| Total | Total      | 12 | 11.1 | .381 | .489 | 1.3 | 1.1 | 7.3  |

## Fallecimiento
Eddleman falleció el 1 de agosto de 2001 en el Carle Hospital de Urbana a la edad de 78 años, víctima de achaques en el corazón. Estuvo casado con su mujer, Lynn, y tuvo cuatro hijos.